# Seznam nemških letalcev
Seznam nemških letalcev.

## F
- Heinrich Focke (konstruktor letal)

## H
- Klaus Holighaus

## J
- Hugo Junkers (letalski konstruktor)

## L
- Wolf Lemke

## M
- Willy Messerschmitt (konstruktor letal)

## N
- Werner Neumann (konstruktor letal)

## U
- Beate Uhse-Rotermund

## Z
- Ferdinand von Zeppelin